# Lista de espécies de orquídeas das Ilhas Chatham
Nomes confirmados por vaucher.
1. Acianthus sinclairii Hook. f.
2. Adenochilus gracilis Hook. f.
3. Aporostylis bifolia (Hook f.) Rupp & Hatch
4. Caladenia chlorostyla (D.L. Jones, Molloy & M.A. Clem.) D.L. Jones & M.A. Clem
5. Caladenia variegata (Colenso) D.L. Jones & M.A. Clem
6. Simpliglottis cornuta (Hook. f.) Szlach.
7. Corybas cheesemanii (Kirk) Kuntze
8. Corybas oblongus (Hook. f.) Reichb. f.
9. Corybas orbiculatus (Colenso) L.B. Moore
10. Corybas aff. trilobus
11. Drymoanthus adversus (Hook. f.) Dockrill
12. Earina mucronata Lindl.
13. Earina aff. aestivalis
14. Gastrodia cunninghamii Hook. f.
15. Genoplesium nudum (Hook. f.) D.L. Jones & M.A. Clem.
16. Microtis oligantha L.B. Moore
17. Microtis unifolia (G. Forst.) Reichb. f.
18. Prasophyyllum colensoi Hook. f.
19. Prasophyllum aff. patens
20. Pterostylis banksii A. Cunn.
21. Pterostylis banksii var. silvicultrix F. Muell.
22. Pterostylis aff. graminea
23. Pterostylis micromega Hook. f.
24. Spiranthes novae-zelandiae Hook. f.
25. Thelymitra cyanea (Lindl.) Benth.
26. Thelymitra longifolia J.R. Forst. & G. Forst.
27. Thelymitra nervosa Colenso
28. Thelymitra aff. pauciflora
29. Thelymitra pulchella Hook. f.
30. Winika cunninghamii (Lindl.) M.A. Clem., D.L. Jones & Molloy